# Kontroll
Kontroll (a rulat în România sub numele de Control) este numele unui film maghiar regizat în 2003 de către Antal Nimród. Acțiunea sa se petrece în metroul din Budapesta și se canalizează asupra vieții controlorilor de bilete. Din distribuție fac parte actorii: Sándor Csányi, Eszter Balla, Zoltán Mucsi, Csaba Pindroch, Sándor Badár, Lajos Kovács. A participat la TIFF 2004.